# It's Okay, That's Love
It's Okay, That's Love (hangul: 괜찮아, 사랑이야; rr: Gwaenchanha, Sarangiya) é uma telenovela sul-coreana, estrelada por Jo In-sung, Gong Hyo-jin, Sung Dong-il, Lee Kwang-soo e Do Kyungsoo. Foi ao ar pela SBS às quartas e quintas-feiras às 21:55 entre 24 de julho e 11 de setembro de 2014 em 16 episódios.

## Enredo
A série retrata as vidas e amores de pessoas com transtornos de ansiedade na era moderna. Ele tenta responder à pergunta: "O que você faz quando seu coração fica frio, tem câncer ou tem diabetes?"
Jang Jae-yeol (Jo In-sung) é um escritor best-seller de romances com mistério e um DJ de rádio. Brincalhão e um pouco arrogante, ele também sofre de transtorno obsessivo-compulsivo (TOC). Ji Hae-soo (Gong Hyo-jin) é uma psiquiatra em seu primeiro ano. Impulsionada e ambiciosa com sua carreira ainda que ela seja compassiva com seus pacientes, Hae-soo tem uma atitude negativa em relação ao amor e relacionamentos em sua vida pessoal. Uma vez que Jae-yeol e Hae-soo se encontram, há muita disputa entre eles causado por suas personalidades fortes e recusas a ceder um para o outro. Mas aos poucos suas brigas se transformam em amor e eles começam a aprender como eles são compatíveis.
Jae-yeol e Hae-soo tentam curar juntos seus ferimentos profundos, mas seu relacionamento incipiente leva um golpe quando descobrem que as questões de saúde mental de Jae-Yeol são mais graves do que todos pensavam.

## Elenco

### Principal
- Jo In-sung como Jang Jae-yeol

Um romancista de um best-seller de mistério de ficção e DJ de rádio. Por causa de seu passado conturbado e transtorno obsessivo-compulsivo, Jae-yeol só pode dormir em sua própria banheira. Desde sua primeira reunião com a psiquiatra Ji Hae-soo em um talk show, eles tiveram um relacionamento combativo. Quando o ruído de construção em curso ao lado de sua casa interrompe a sua escrita, ele descobre que Hae-soo é atualmente uma inquilino que vive em um prédio em Hongdae, Jae-yeol se desloca com ela e seus companheiros de casa por causa de sua fascinação por ela. Como os dois se apaixonam, eles devem mais tarde vir a enfrentar a diagnosticada esquizofrenia do Jae-yeol.
- Gong Hyo-jin como Ji Hae-soo

Está no primeiro ano no departamento de psiquiatria de um hospital universitário. Uma médica inteligente e compassivo, mas não muito afetuosa, Hae-soo se auto-diagnóstica como tendo problemas de insegurança ou ansiedade, medo do compromisso e fobia sexual.
- Sung Dong-il como Jo Dong-min

Colega sênior do Hae-soo no hospital, que também passa a ser o seu primeiro amor. Sua esposa e filhos estão nos Estados Unidos, e ele tem uma relação amigável com sua ex-esposa e colega, Young-jin. Depois que ele se torna o psiquiatra nomeado pelo tribunal a um condenado, Jang Jae-beom, a quem ele mais tarde descobre que é irmão de Jae-yeol, Dong-min sai para encontrar a verdade por trás do crime.
- Lee Kwang-soo como Park Soo-kwang

É garçom de um café com a síndrome de Tourette. Soo-kwang e Dong-min são companheiros de Hae-soo, e Dong-min, em particular, é um bom amigo para Soo-kwang, muitas vezes acalmá-lo durante seus ataques de pânico. Soo-kwang é infeliz no amor e continua sendo dispensado pelas garotas, mas o que ele não consegue superar é So-nyeo, que não é apenas uma menor, mas que abertamente tem vários namorados ao mesmo tempo.
- Do Kyungsoo como Han Kang-woo

Um estudante do ensino médio que é um grande fã de Jae-yeol e se mantém incomodando seu ídolo para ler os manuscritos que ele está escrevendo, pois Kang-woo quer se tornar um autor famoso como ele um dia. Ele e sua mãe são frequentemente espancados por seu pai alcoólatra. Kang-woo mais tarde revela ser Jae-yeol mais jovem, uma manifestação de sua ruptura esquizofrênica devido a trauma e culpa. Jae-yeol tem visto Kang-woo, nos últimos três anos, desde que Jae-beom o esfaqueou.

### Recorrente
- Jin Kyung como Lee Young-jin

Outro psiquiatra e chefe de Hae-soo no hospital. Young-jin ainda tem sentimentos não resolvidos em relação seu ex-marido Dong-min, desde o fim de seu casamento foi parcialmente causada por sua decisão de se concentrar em sua carreira e não tem filhos.
- Lee Sung-kyung como Oh So-nyeo

A garota problemática que foi expulsa da escola e foi abandonada pela mãe. So-nyeo trabalha em um café ao lado de Soo-kwang; ela tira proveito dos sentimentos dele por ela e usa-los para dar-lhe dinheiro e comprar suas coisas, mesmo ele sabendo que ela sai com outras pessoas. So-nyeo eventualmente se apaixona por Soo-kwang e começa a namorá-lo, então decide que quer se tornar uma psiquiatra como Hae-soo.
- Yang Ik-june como Jang Jae-beom

Irmão mais velho de Jae-yeol que ficou 11 anos na prisão após ser considerado culpado de matar seu padrasto abusivo. Jae-beom manteve a sua inocência ao longo dos anos, mas depois de ser liberado, ele esfaqueia repetidamente o seu irmão, e é condenado a mais 30 meses de prisão. Violento e instável, Jae-beom não pode esperar para sair da prisão e se vingar de Jae-yeol, a quem ele acredita ser o verdadeiro assassino de seu padrasto.
- Cha Hwa-yeon como Ok-ja

Mãe de Jae-yeol e Jae-beom. Ela e Jae-yeol tem um relacionamento íntimo e carinhoso. Seu filho mais velho Jae-beom acredita que Ok-ja deu falso testemunho contra ele em seu julgamento, a fim de salvar Jae-yeol. Mas como Dong-min mais tarde descobre com o advogado de defesa do Jae-beom, que Ok-ja era a verdadeira culpada, colocando fogo em seu marido inconsciente depois de um de seus filhos não fatalmente esfaqueado-lo (a causa da morte foi asfixia). O psicólogo que examinou Ok-ja a diagnosticou como sofrendo de transtorno dissociativo, e o mecanismo de defesa aa a fez esquecer o que aconteceu e que ela tinha feito.
- Tae Hang-ho como Tae-yong

Melhor amigo de Jae-yeol desde a infância e funcionário de sua editora.
- Kim Mi-kyung como mãe de Hae-soo

Ela cuida bem de seu marido com deficiência grave, mas também está a ter um caso de décadas com outro homem, o Sr. Kim. A aversão à intimidade física de Hae-soo deriva de seu conhecimento do caso de sua mãe.
- Choi Moon-kyung como Ji Yoon-soo

Irmã mais velha de Hae-soo. Ela é colega de trabalho de Soo-kwang no café.
- Choi Seung-kyung como Oh Do-deuk

O marido de Yoon-soo.
- Do Sang-woo como Choi Ho

O diretor (PD) de um talk show de televisão, e namorado à quase um ano de Hae-soo. Eles terminam quando ela descobre que ele foi infiel a ela.
- Moon Ji-in como Min-young

Colega de Choi Ho na estação de TV, e a garota com quem ele está traindo Hae-soo.
- Han Jung-hyun como Editor Bae

editor de Jae-yeol.
- Sung Yoo-bin como Jang Jae-yeol (jovem)
- Noh Tae-yub como Jang Jae-beom (jovem)
- Kang Joo-eun como Ji Hae-soo (jovem)
- Lee Chae-eun como Ji Yoon-soo (jovem)
- Myung Jong-hwan como Residente do hospital
- Lee Seo-joon como Residente do hospital

### Participações
- Yoon Jin-yi como Lee Pul-ip

Uma jornalista da revista que vai atrás de uma entrevista com Jae-yeol porque ela é uma fã de seu trabalho, e acaba se tornando sua namorada por três anos. Pul-ip depois rouba seu livro mais recente e diz que é seu, então publicamente acusa Jae-yeol de plágio.
- Lee El como Se-ra

A mulher transexual que foi espancada até quase a morte por sua família.
- --- como Soo-bin

Um paciente com grave depressão.
- Baek Seung-do como Hwan-hee

Um paciente que chama arte erótica.
- Lee Dong-ha como Yoon-chul
- --- como Hye-jin

A esposa de Yoon-chul, que tem esquizofrenia.
- Ha Yeon-joo como Hyun-joo
- Chang Ki-yong como Sam
- Kim Hwan como apresentador do talk show[21]
- Goo Hara como uma fã[21]

Uma fã que corre para Jae-yeol e tenta pedir um autografo, empurrando Hae-soo para longe dele.

## Produção
O escritor Noh Hee-kyung e o diretor Kim Kyu-tae, disse de modo realista explorar personagens do ponto de vista de uma comédia romântica, seu drama também tem como objetivo abordar a discriminação e estigma social anexado para pessoas com transtornos mentais e outras minorias. Esta foi a quarta colaboração de Noh e Kim; o ator Jo In-sung já havia trabalhado com eles em That Winter, The Wind Blows (2013), enquanto atriz Gong Hyo-jin estrelou Wonderful Days (2001) de Noh.
A primeira leitura do roteiro foi realizada em abril de 2014, no estúdio da SBS em Ilsan, e as filmagens começaram pouco depois.
Em 19 de junho de 2014 às 1:00 a.m., a van da atriz Gong Hyo-jin envolveu-se em uma colisão com dois caminhões; ela estava em seu caminho de volta para Seul depois de filmar em Yongin, Gyeonggi. Isso resultou em uma fratura em seu braço esquerdo, uma lesão no joelho e arranhões em seu rosto. Depois de se recuperar, ela e o ator Jo In-sung partiram para uma sessão de fotos em Okinawa, Japão, onde seus personagens vão em uma viagem romântica. O braço fraturado do Gong foi incorporada à história.

## Audiência
| Episódio # | Data de exibição original | Audiência média | Audiência média              | Audiência média | Audiência média              |
| Episódio # | Data de exibição original | TNmS Ratings    | TNmS Ratings                 | AGB Nielsen     | AGB Nielsen                  |
| Episódio # | Data de exibição original | Em todo o país  | Região Metropolitana de Seul | Em todo o país  | Região Metropolitana de Seul |
| ---------- | ------------------------- | --------------- | ---------------------------- | --------------- | ---------------------------- |
| 1          | 23 de julho de 2014       | 9.8%            | 13.5%                        | 9.3%            | 11.0%                        |
| 2          | 24 de julho de 2014       | 11.2%           | 13.6%                        | 9.1%            | 10.3%                        |
| 3          | 30 de julho de 2014       | 9.4%            | 11.6%                        | 9.1%            | 9.6%                         |
| 4          | 31 de julho de 2014       | 10.5%           | 12.4%                        | 10.1%           | 11.2%                        |
| 5          | 6 de agosto de 2014       | 9.8%            | 12.1%                        | 10.1%           | 11.5%                        |
| 6          | 7 de agosto de 2014       | 9.8%            | 11.6%                        | 10.0%           | 10.8%                        |
| 7          | 13 de agosto de 2014      | 11.0%           | 13.4%                        | 9.8%            | 11.0%                        |
| 8          | 14 de agosto 2014         | 10.0%           | 11.6%                        | 10.2%           | 10.9%                        |
| 9          | 20 de agosto de 2014      | 9.7%            | 11.8%                        | 9.7%            | 10.8%                        |
| 10         | 21 de agosto de 2014      | 11.2%           | 13.8%                        | 10.0%           | 11.2%                        |
| 11         | 27 de agosto de 2014      | 9.4%            | 11.5%                        | 9.1%            | 10.2%                        |
| 12         | 28 de agosto de 2014      | 10.6%           | 12.3%                        | 9.7%            | 10.5%                        |
| 13         | 3 de setembro de 2014     | 9.3%            | 11.4%                        | 9.5%            | 10.7%                        |
| 14         | 4 de setembro de 2014     | 10.9%           | 12.4%                        | 9.4%            | 9.7%                         |
| 15         | 10 de setembro 2014       | 11.1%           | 13.1%                        | 11.4%           | 12.1%                        |
| 16         | 11 de setembro de 2014    | 13.4%           | 15.2%                        | 12.9%           | 13.8%                        |
| Média      | Média                     | 10.4%           | 12.6%                        | 9.9%            | 10.9%                        |

## Trilha sonora
A trilha sonora de It's Okay, That's Love foi composta por 12 singles promocionais para o dorama. Fazendo muito sucesso, principalmente a cantora Yoon Mi-rae com seu hit "I Love You (너를 사랑해)" que alcançou a posição #1 na Gaon, o duo de K-pop Davichi com "It's Okay, That's Love (괜찮아 사랑이야)" e o rapper Crush junto com Punch com "Sleepless Night (잠 못드는 밤)". Até o final do dorama os 12 singles contam com mais de 4,143,382 downloads no Gaon Single Chart.
A trilha sonora de It's Okay, That's Love ainda possui 3 álbuns com várias músicas e entre um deles está o álbum de POP Internacional com músicas somente em inglês. Entre os artistas que estão participando do álbum com suas músicas são Little Suns com "Sunboat", Twin Forks com "Cross My Mind", Kae Sun com "Ship and the Globe", The Once com "You're My Best Friend", Brandon Pacheco com "Soul" e Family of the Year com "Hero", entre outros.
| Volume 1: |                                             |                                        |         |  |
| N.º       | Título                                      | Artista                                | Duração |  |
| 1.        | "최고의 행운" (The Best Luck)               | Chen                                   | 3:45    |  |
| 2.        | "괜찮아, 사랑이야" (It's Okay, That's Love) | Davichi                                | 4:04    |  |
| 3.        | "잠 못드는 밤" (Sleepless Night)            | Crush feat. Punch                      | 3:57    |  |
| 4.        | "For You"                                   | Wheesung                               | 3:46    |  |
| 5.        | "I Feel You"                                | Hong Dae-kwang                         | 3:55    |  |
| 6.        | "Love Fiction"                              | Ulala Session                          | 3:38    |  |
| 7.        | "Love"                                      | Park Joon-soo and 88 feat. Chen Meihan | 1:44    |  |
| 8.        | "Slow Romance"                              | Ahn Joong-jae                          | 2:49    |  |
| 9.        | "Get Over"                                  | Kim Ji-soo                             | 2:34    |  |
| 10.       | "I Love Party"                              | Bae Bo-ram                             | 1:39    |  |
| 11.       | "Pizz Bizz 44"                              | Choi Sung-kwon                         | 1:36    |  |
| 12.       | "Green Grass"                               | Jung Yong-gook, Choi Jae-woo           | 3:26    |  |
| 13.       | "OK Love Wawoo"                             | Bae Bo-ram                             | 1:59    |  |
| 14.       | "Harmonica of Retaliation"                  | Kim Ji-soo                             | 2:40    |  |
| 15.       | "Pizz Bizz 34"                              | Choi Sung-kwon                         | 1:50    |  |
| 16.       | "U So Beauty"                               | Park Joon-soo and 88                   | 2:01    |  |
| 17.       | "Balkans"                                   | Choi Sung-kwon                         | 1:58    |  |

| Volume 2: |                            |                  |         |  |
| N.º       | Título                     | Artista          | Duração |  |
| 1.        | "너를 사랑해" (I Love You) | Yoon Mi-rae      | 4:03    |  |
| 2.        | "U"                        | MC the Max       | 4:12    |  |
| 3.        | "Tonight"                  | Orange Caramel   | 3:08    |  |
| 4.        | "And I Need You Most"      | Hey              | 2:48    |  |
| 5.        | "I Love Party (Vox ver.)"  | Vários Artistas  | 1:40    |  |
| 6.        | "Blue Day"                 | Vários Artistas  | 2:12    |  |
| 7.        | "Let the Wind Blow"        | Vários Artistas  | 2:54    |  |
| 8.        | "Truth"                    | Vários Artistas  | 1:58    |  |
| 9.        | "One Moment"               | Vários Artistas  | 2:11    |  |
| 10.       | "Route 16"                 | Vários Artistas  | 3:02    |  |
| 11.       | "Irritation"               | Vários Artistas  | 0:58    |  |
| 12.       | "Slow Motion"              | Vaários Artistas | 2:34    |  |
| 13.       | "Schizo"                   | Vários Artistas  | 1:34    |  |
| 14.       | "Just Quit It"             | Vários Artistas  | 1:36    |  |
| 15.       | "Seriousness"              | Vários Artistas  | 1:51    |  |
| 16.       | "I'm Yours"                | Vários Artistas  | 1:22    |  |
| 17.       | "Gloomy Dream"             | Vários Artistas  | 2:03    |  |
| 18.       | "Bad Dream"                | Vários Artistas  | 0:48    |  |
| 19.       | "Timeless Slow"            | Vários Artistas  | 1:28    |  |

| Pop OST |                                  |                                      |         |  |
| N.º     | Título                           | Artista                              | Duração |  |
| 1.      | "Sunboat"                        | Little Suns                          | 7:42    |  |
| 2.      | "Cross My Mind"                  | Twin Forks                           | 3:34    |  |
| 3.      | "Ship and the Globe"             | Kae Sun                              | 3:18    |  |
| 4.      | "You're My Best Friend"          | The Once                             | 3:08    |  |
| 5.      | "Soul"                           | Brandon Pacheco                      | 3:15    |  |
| 6.      | "Heavy"                          | The Killin' Time Band                | 4:01    |  |
| 7.      | "Hello (Ira ver.) (Radio Edit)"  | Quentin Mosimann                     | 3:31    |  |
| 8.      | "Psyke Underground (Radio Edit)" | Quentin Mosimann feat. Amanda Wilson | 3:09    |  |
| 9.      | "Hero"                           | Family of the Year                   |         |  |
| 10.     | "Sunboat (Radio Edit)"           | Little Suns                          | 6:34    |  |
| 11.     | "Offbeat"                        | Clara C.                             | 3:12    |  |
| 12.     | "The Camel Song"                 | Clara C.                             | 2:43    |  |
| 13.     | "Just Where I Belong"            | Emilie Mover                         | 6:52    |  |
| 14.     | "Above the Ground"               | Mark Berube                          | 3:16    |  |

| Artista           | Título                                     | Melhores posições   | Vendas   | Álbum                      |
| Artista           | Título                                     | Gaon Download Chart | Vendas   | Álbum                      |
| ----------------- | ------------------------------------------ | ------------------- | -------- | -------------------------- |
| Chen              | "The Best Luck (최고의 행운)"              | 8                   | 638,264  | It's Okay, That's Love OST |
| Davichi           | "It's Okay, That's Love (괜찮아 사랑이야)" | 4                   | 807,620+ | It's Okay, That's Love OST |
| Crush feat. Punch | "Sleepless Night (잠 못드는 밤)"           | 2                   | 608,669+ | It's Okay, That's Love OST |
| Kae Sun           | "Ship And The Globe"                       | 32                  | 168,535+ | It's Okay, That's Love OST |
| Twin Forks        | "Cross My Mind"                            | 61                  | 114,021+ | It's Okay, That's Love OST |
| Wheesung          | "For You"                                  | 22                  | 135,110+ | It's Okay, That's Love OST |
| The Once          | "You're My Best Friend"                    | 94                  | 16,294+  | It's Okay, That's Love OST |
| Hong Dae-kwang    | "I Feel You"                               | 23                  | 184,989+ | It's Okay, That's Love OST |
| Ulala Session     | "Love Fiction"                             | 11                  | 320,988+ | It's Okay, That's Love OST |
| Yoon Mi-rae       | "I Love You (너를 사랑해)"                 | 1                   | 966,420+ | It's Okay, That's Love OST |
| MC the Max        | "U"                                        | 14                  | 160,527+ | It's Okay, That's Love OST |
| Orange Caramel    | "Tonight"                                  | 65                  | 21,945+  | It's Okay, That's Love OST |

## Prêmios e Indicações
| Ano                                     | Prêmio                                     | Categoria                          | Destinatário | Resultado |
| --------------------------------------- | ------------------------------------------ | ---------------------------------- | ------------ | --------- |
| 2014                                    |                                            |                                    |              |           |
| Korea Drama Awards                      | Prêmio de Excelência, Ator                 | Lee Kwang-soo                      | Venceu       |           |
| Seoul International Youth Film Festival | Melhor Ator Jovem                          | Do Kyung-soo                       | Venceu       |           |
| Seoul International Youth Film Festival | Melhor Trilha Sonora de Artista Masculino  | "The Best Luck" - Chen             | Venceu       |           |
| So-Loved Awards                         | Melhor Canção de Trilha Sonora             | "The Best Luck" - Chen             | Venceu       |           |
| Melon Music Awards                      | Melhor Trilha Sonora                       | "It's Okay, That's Love" - Davichi | Indicado     |           |
| APAN Star Awards                        | Daesang (Grande Prêmio)                    | Jo In-sung                         | Venceu       |           |
| APAN Star Awards                        | Prêmio Top Excelência, Ator em Minissérie  | Jo In-sung                         | Indicado     |           |
| APAN Star Awards                        | Prêmio Top Excelência, Atriz em Minissérie | Gong Hyo-jin                       | Indicado     |           |
| APAN Star Awards                        | Melhor Ator Revelação                      | Do Kyung-soo                       | Venceu       |           |
| APAN Star Awards                        | Estrela Popular                            | Lee Kwang-soo                      | Venceu       |           |
| Mnet Asian Music Awards                 | Melhor Trilha Sonora                       | "I Love You" - Yoon Mi-rae         | Indicado     |           |
| Mnet Asian Music Awards                 | Melhor Trilha Sonora                       | "It's Okay, That's Love" - Davichi | Indicado     |           |
| Blue Media Awards                       | Prêmio Especial                            | It's Okay, That's Love             | Venceu       |           |
| SBS Drama Awards                        | Prêmio Top Excelência, Ator em Minissérie  | Jo In-sung                         | Indicado     |           |
| SBS Drama Awards                        | Prêmio Top Excelência, Atriz em Minissérie | Gong Hyo-jin                       | Venceu       |           |
| SBS Drama Awards                        | Prêmio de Excelência, Ator em Minissérie   | Sung Dong-il                       | Venceu       |           |
| SBS Drama Awards                        | Prêmio Especial, Ator em Minissérie        | Lee Kwang-soo                      | Venceu       |           |
| SBS Drama Awards                        | Prêmio Especial, Atriz em Minissérie       | Jin Kyung                          | Venceu       |           |
| SBS Drama Awards                        | Prêmio Especial, Atriz em Minissérie       | Cha Hwa-yeon                       | Indicado     |           |
| SBS Drama Awards                        | Top 10 Estrelas                            | Jo In-sung                         | Venceu       |           |
| SBS Drama Awards                        | Prêmio de Popularidade do Internauta       | Gong Hyo-jin                       | Indicado     |           |
| SBS Drama Awards                        | Prêmio de Popularidade do Internauta       | Jo In-sung                         | Venceu       |           |
| SBS Drama Awards                        | Prêmio de Melhor Casal                     | Jo In-sung & Gong Hyo-jin          | Venceu       |           |

## Livro
A GT Entertainment, que produziu It's Okay, That's Love, anunciou: "O livro do script do drama terá cenas extras que não foram transmitidas, notas de Noh Hee Kyung, mensagens de agradecimento do elenco, sinopse e perfil detalhado dos personagens. Serão dois livros no total, com várias informações não reveladas sobre o drama. No livro também irá conter fotos de bastidores do elenco, incluindo Jo In Sung, Gong Hyo Jin e D.O. do Exo. O primeiro livro de 'It's Okay, That's Love' estará disponível em Setembro, e o segundo em Outubro. O primeiro livro irá conter os scripts dos episódios 1 até o 8, enquanto o segundo livro terá dos episódios 9 até o 16."

## Controvérsia
Quando o teaser de 30 segundos da série foi lançado online em 25 de junho de 2014, internautas apontaram que ele tinha sido plagiado do curta-metragem "Olive Juice" de New York baseado no vídeo de Celia Rowlson-Hall. Em 26 de junho, a empresa de produção GT Entertainment admitiu a acusação e pediu desculpas através de um comunicado de imprensa, e o teaser foi excluído do site oficial.

## Transmissão internacional
Junto com sua transmissão original na SBS, a série foi ao ar simultaneamente nas plataformas de vídeo on-line chinesas Youku e Tudou. A partir das 15:00 hrs de 24 de julho, a série teve 1,2 milhões de visitas no Youku e 1 milhão de visitas no Tudou, que liderou as paradas de dramas coreanos no Youku e é o 12º drama mais popular entre todos os conteúdos carregados no site, e teve cinco vezes mais visitas no Tudou do que outros dramas coreanos recentemente foram ao ar.
Em 2015 o programa vai ao ar nas Filipinas no canal ABS-CBN a partir de março deste ano de 2015, cada manhã, de segunda a sexta, entre as às 9:00 até 9:45, substituindo Bob Sponja, Remi, Nobody's Girl e Cedie, Ang Munting Prinsipe.